# アイドル超人
- キン肉マン > アイドル超人
- キン肉マンII世 > アイドル超人

アイドル超人（アイドルちょうじん）は、『キン肉マン』とその派生作品に登場する用語。作品によって、意味が異なる。

## 『キン肉マン』
『キン肉マン』では、傷付いたキン肉スグルに代わり、バラバラになったミートの体を7人の悪魔超人から奪い返すためのメンバー。
正義超人たちの主力メンバーとしての意味合いも持つ。
- ロビンマスク
- テリーマン
- ウォーズマン
- ブロッケンJr.
- ウルフマン（初代アニメではリキシマン）
- ラーメンマン（モンゴルマン） - 7人の悪魔超人編の序盤では、アイドル超人に陰ながら力を貸していた。

以下のメンバーは、悪魔六騎士編（黄金のマスク編）より参加。劇場版作品などでもアイドル超人の一人として数えられている。
- ジェロニモ - アイドル超人に憧れていた存在。悪魔六騎士との戦いに戦列に加わる。
- バッファローマン - 元7人の悪魔超人のリーダー。悪魔将軍との戦いで力を貸す。
- ネプチューンマン - 王位争奪戦で一時的に加入。

## 『キン肉マンII世』
以下のメンバーは、スカーフェイスが「これだけの男前が揃ったんだ。『アイドル超人軍』と呼んでもらおうか。」と提案しなおかつ、無秩序・無慈悲な元悪行超人も賛同した事もきっかけで、悪魔の種子との戦いで実質的に名乗ったメンバー。
- ケビンマスク
- スカーフェイス
- イリューヒン
- ハンゾウ
- バリアフリーマン

## 『キン肉マンレディー』
『キン肉マン』のパロディ漫画『キン肉マンレディー』では、実際にアイドルのように描かれている。
- ラーメン娘 - 残虐超人からアイドル超人となる。